# Jewish Virtual Library
La Jewish Virtual Library también conocida en español como Biblioteca Virtual Judía es una enciclopedia en línea publicada por la American-Israeli Cooperative Enterprise (AICE). Esta fue creada en 1993 (en una dirección alternativa) y es un sitio web que abarca: Israel, el pueblo judío y la cultura judía. Ha recibido premios por parte de la Encyclopædia Britannica, US Today y la Agencia Judía.
Incluye más de 13 000 artículos y 6000 fotografías y mapas relacionadas con la historia judía, Israel, las relaciones Israel-Estados Unidos, el Holocausto, el antisemitismo, y el judaísmo. En julio de 2008 el sitio contenía alrededor de 14.800 páginas  y alrededor de 6.620 imágenes.
El sitio cuenta con 13 secciones:
| - Historia - Mujer - Holocausto - Viajes - Relaciones de Israel con los Estados Unidos - Mapas - Política | - Biografías - Israel - Religión - Tesoros Judaicos de la Biblioteca del Congreso de Estados Unidos - Estadísticas Vitales - Referencias - Educación en Israel |

Cada una de estas secciones contiene numerosas subcategorías. Por ejemplo, la categoría Religión incluye el texto completo del Tanaj, así como extractos de otros libros sagrados judíos, descripciones de las festividades judías, así como descripciones de las relaciones entre los judíos, los cristianos y los musulmanes. 
La biblioteca también incluye una crónica del estado de la población judía en todos los países donde existan en un número significativo. También hay una descripción del estado de las relaciones entre Israel y casi todas las demás naciones del mundo. 
La AICE es una organización no lucrativa y no partidista creada «para fortalecer las relaciones entre Estados Unidos e Israel haciendo hincapié en los fundamentos de la alianza». La Asociación de Bibliotecas de Estados Unidos describió el sitio como «de fácil acceso, [con] una información equilibrada».
El Director Ejecutivo es Mitchell G. Bard.

## Sitio de referencias
Además de los elogios de la Asociación de Bibliotecas de Estados Unidos, Biblioteca Virtual Judía es referencia de PBS THE JEWISH AMERICANS y está catalogada como referencia de las bibliotecas académicas incluyendo PennState, la Universidad Estatal de Míchigan, Universidad de Washington, King's College London, el Centro del Holocausto, Genocidio y Estudios para la Paz en la Universidad de Nevada y otros.